# Scharpenberg (Adelsgeschlecht, Lauenburg)

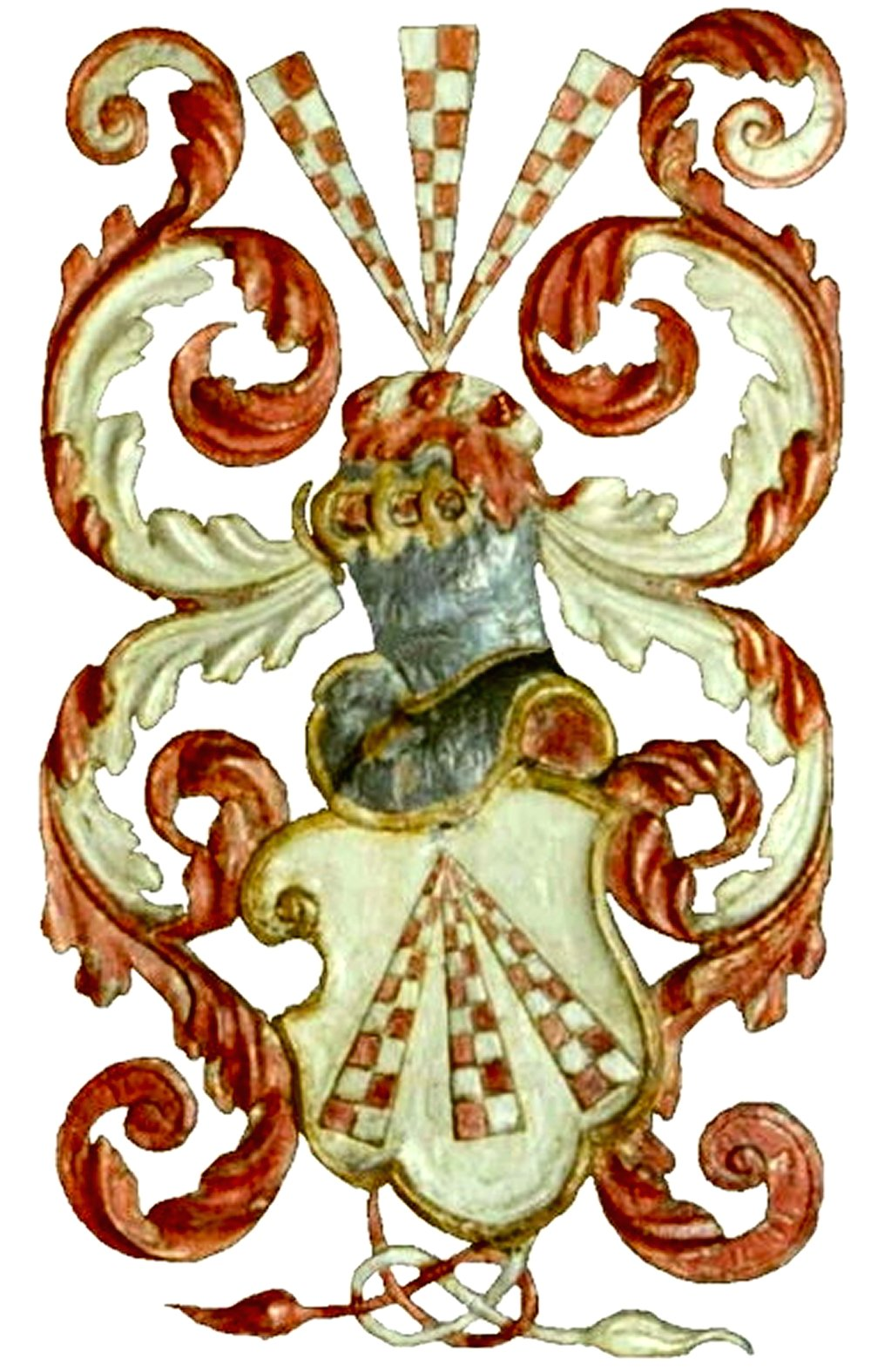
Das Wappen der Scharpenbergs

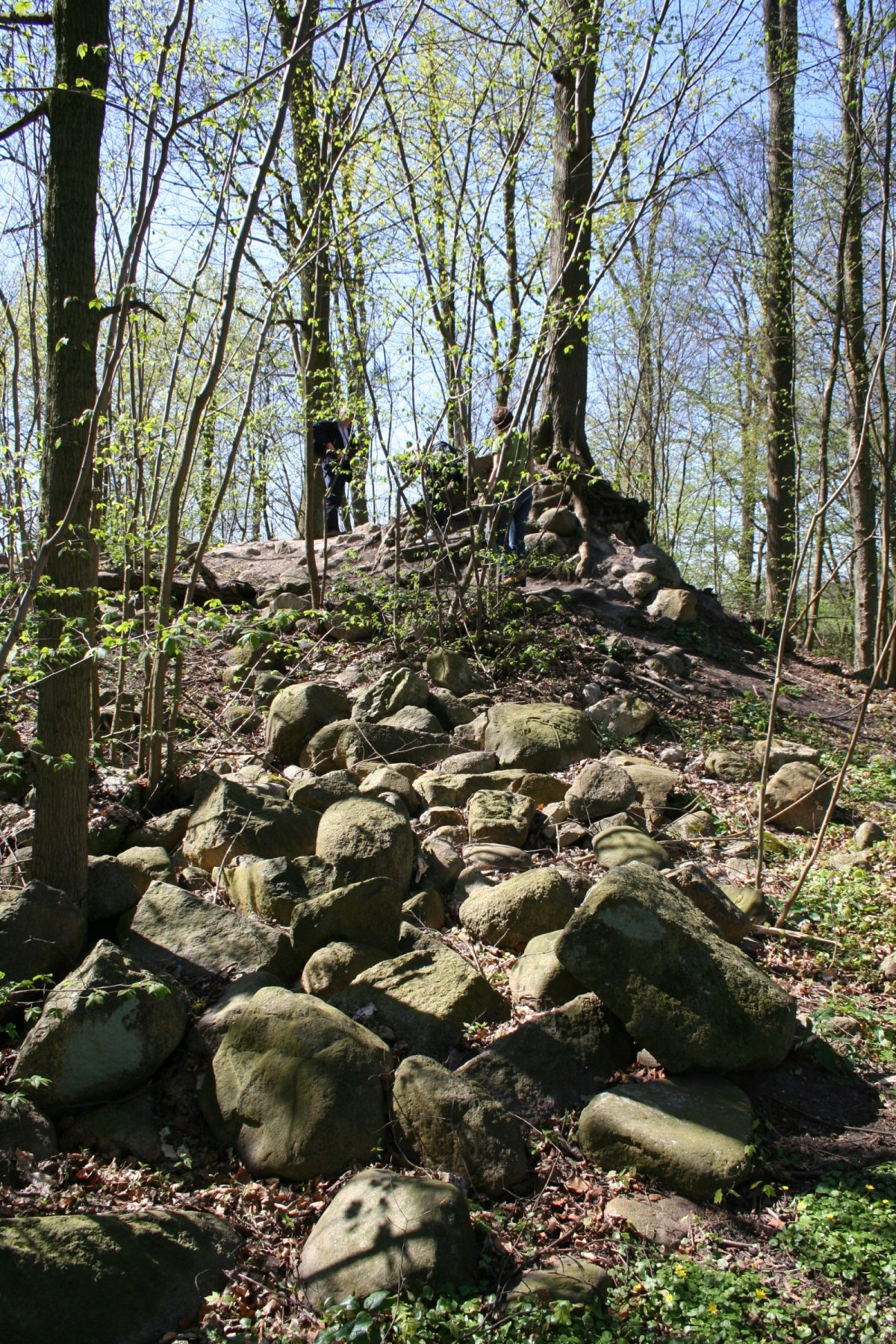
Überreste der Burg Linau

Scharpenberg oder Scarpenbergh später auch Scharffenberg war ein mittelalterliches Rittergeschlecht, das an verschiedenen Standorten im Lauenburgischen nachgewiesen ist. Bekannt sind die Raubritter auf Burg Linau, denen auch Seedorf und die Burg in Niendorf a. d. St. gehörte. Außerdem besaß die Familie weitreichendes Land um ihre anderen Hauptsitze Rieps (Kreis Grevesmühlen) und Pritzier (Kreis Hagenow).
Die Familie ist auch in den Elbmarschen – siehe: Scharpenberg (Adelsgeschlecht, Elbmarschen) – sowie in Dänemark, Mecklenburg und im Emsland nachweisbar.

## In Linau
Zum Ausgang des Mittelalters hatten viele Ritter auch im Norden Deutschlands feste Burgen gebaut. Eine solche feste Burg befand sich vom Ende des 13. Jahrhunderts bis zum Jahre 1349 in Linau bei Trittau im Besitz der Raubritter von Scharpenberg. Dieses Geschlecht wird nicht nur in der lauenburgischen Geschichte oft erwähnt. Etwa um das Jahr 1400 herum besaßen die Scharpenbergs auch die Grander Mühle, eine von Deutschlands ältesten Wassermühlen.
Die Burg Linau war besonders gut befestigt. Nach den noch vorhandenen Grundmauern des Turms zu schließen, waren diese über zwei Meter dick, bestehend aus unbehauenen Findlingen, verbunden mit Segeberger Kalk. Der Oberbau bestand vermutlich aus Ziegelsteinen, von denen noch Reste unter der Erdoberfläche zu finden sind. Der Burgplatz wird etwa 500 × 100 Meter groß gewesen sein, ohne die Wirtschaftsgebäude, die etwas weiter entfernt gelegen haben müssen. Die eigentliche Burg lag auf einer Anhöhe von etwa 3½ Metern. Der Burggraben, von dem noch heute ein Stück zu sehen ist, stand mit der Bille in Verbindung. Die Burg gestattete einen guten Ausblick über die alte Landstraße Hamburg-Lübeck, so dass die Scharpenbergs von der Höhe der Burg die vorüberziehenden Reisenden und Kaufleute gut beobachten konnten.

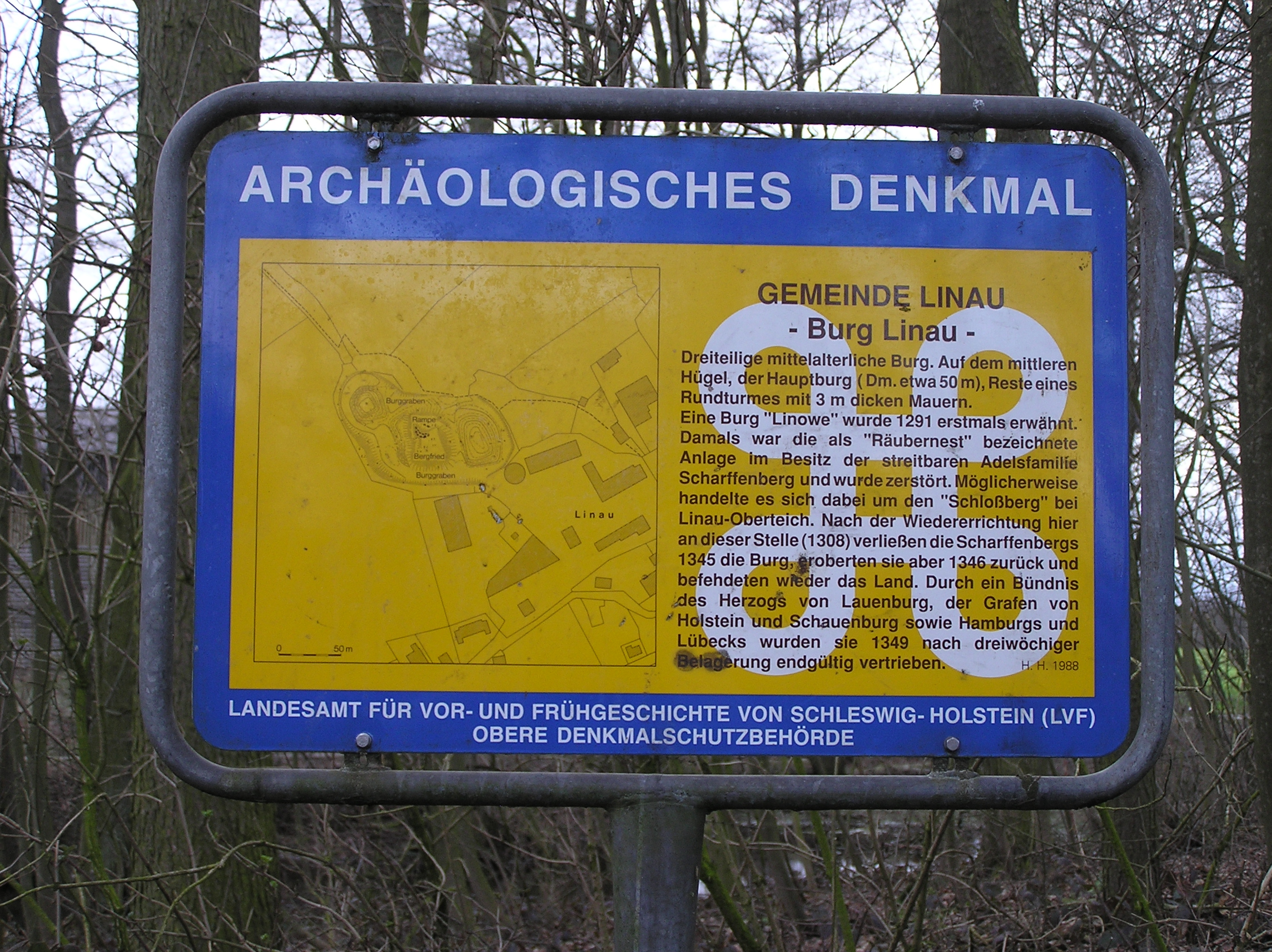
Darstellung durch das Landesamt für Früh- und Vorgeschichte von Schleswig-Holstein

Unter dem damaligen Niederadel waren die von Scharpenberg als Raubrittern besonders berüchtigt und gefürchtet. Um den Räubereien der Scharpenbergs ein Ende zu machen, vereinigten sich im Jahre 1291 die wendischen Fürsten und Städte einerseits und die Herzöge von Lauenburg andererseits zu einem Bündnis, in welchem beschlossen wurde, die lauenburgischen Raubburgen, insbesondere die von Linau, anzugreifen und zu zerstören, was auch geschah, aber wohl nicht gründlich genug. Der Friede wurde zu Deitzow geschlossen. In diesem Vertrag war ausgemacht, dass die unterlegenen Raubritter ihre Burgen selbst schleifen sollten.
Dies hinderte die Scharpenbergs jedoch nicht, ihre Burg kurz entschlossen wieder aufzubauen und ihr altes Handwerk zum Schrecken der gequälten Bevölkerung fortzusetzen. Bei der Rekonstruktion der Burg 2018 wurde eine Brandschicht festgestellt, die belegt, dass die Burg an derselben Stelle wieder aufgebaut wurde. Für 1308 erwähnt der Lübecker Chronist Detmar, dass die Burg wieder hergestellt war. Darauf zog im Jahre 1312 Graf Gerhard II. von Holstein-Plön gegen die Burg Linau und beschoss sie mit Bliden, musste aber unverrichteter Dinge wieder abziehen. Die Burg widerstand allen Angriffen und Beschießungen.
14 Jahre später, 1326, erbaute Graf Johann der Milde nahe der holsteinischen Grenze das Schloss Trittau zur Abwehr gegen die Linauer und legte eine Besatzung dorthin. Es kam in Borstorf zum Kampf, aus welchem zwar Graf Johann als Sieger mit vielen Gefangenen und reicher Beute hervorging, aber die Raubzüge der Linauer wurden weiterhin geführt. Auch ein Angriff der Hamburger und Lübecker im Jahre 1338 auf die Burg Linau war vergeblich.
Im Jahre 1344 versuchten die Herzöge von Lauenburg, Erich I. und sein Sohn Erich II., auf gütlichem Wege die Scharpenbergs unschädlich zu machen, indem sie den Brüdern Heino und Lüdeke die Burg Linau abkauften. Die Scharpenbergs siedelten darauf nach Schloss Dartsingen (jetzt Amt Neuhaus) an der Elbe über und trieben von dort aus weiterhin ihr Unwesen. Schließlich besaßen sie sogar die Kühnheit, sich im Bündnis mit Heinecke von Brocksdorf wieder ihres alten Stammsitzes zu bemächtigen und ihre Räubereien von hier aus fortzusetzen. Ihre Raubzüge dehnten sie bis in die Gegend von Hamburg aus. Wie sehr auch die Bewohner der Dörfer im Hamburger Umland unter ihren Räubereien zu leiden hatten, geht aus einer Urkunde von etwa 1350 hervor, in der es heißt:
„… dat se roveden ere dorpe, alse Bernebeke (Barmbek), Barlebesbuthle (Barsbüttel), Jelevelde (Jenfeld) und Henniscevelde (Hinschenfelde) dar se nomen scolen hebben : 58 ossen unde Koyge, 85 Scap, theghen unde swyn unde vortmer thu Hersloh (Hasloh), Hummersbüthle (Hummelsbüttel), Wedele und Rellinghe (Rellingen), und wen ere borghere guenen unde volgheden thu der Linowe na erne gueke unde have de en afgeroved weren, dat en dar nen antworde en wart mer guade wort unde grote sleghe.“
Im Jahre 1349 jedoch wurde den Scharpenbergs, nachdem sie sich also etwa 70 Jahre lang behauptet hatten, endgültig das Handwerk gelegt. Die Grafen Gerhard und Johann von Holstein, Adolf von Schauenburg, Herzog Erich von Lauenburg sowie die Lübecker und Hamburger schlossen ein Landfriedensbündnis, um gemeinsam gegen den häufig als Raubritter tätigen Niederadel vorzugehen. Drei Wochen lang belagerten sie die Burg Linau. Die Hamburger und Lübecker hatten angeblich allein 2500 Mann aufgebracht. Obwohl die Scharpenbergs sich sehr gut verproviantiert hatten, konnten sie dieser Übermacht nicht standhalten. Nachdem die Hamburger Verstärkung geschickt hatten, ergaben sich die Scharpenbergs am 23. September 1349. 1500 Hamburger und Lübecker brachen die Mauern und den Turm ab, so dass die Feste Linau dem Erdboden gleichgemacht wurde. Die Grundmauern des Turmes sind noch heute vorhanden. Die Scharpenbergs blieben nach ihrer Niederlage im Besitz der Linauer Ländereien.
1354 stellten die Brüder Lüdeke und Hermann von Scharpenberg Schadenersatzansprüche an die Stadt Hamburg, „um allerlei Streitigkeiten willen, dass die Linau gebrochen ward.“ Ihre Forderungen wurden jedoch abgewiesen. Von der ehemaligen Burg Linau sind Überreste zu sehen. Nach einer Lokalsage sind auf dem Burgplatz eine goldene Wiege und eine goldene Kette, die dreimal um den „Wischhof“ reicht, vergraben.
100 Jahre nach Zerstörung der Burg verpfändete Volrad von Scharpenberg den „Hof tho Linow, dat dorp darsulvest und das dorp tho Wentorpe nebst der Feldmark tho Ekenhorst“ für 2400 Thaler an den Herzog Bernhard zu Sachsen-Lauenburg auf 20 Jahre. Im Jahre 1471 verkauften die Scharpenbergs alles an den Herzog Johann IV. Sie blieben auch ferner im Lauenburgischen ansässig und widmeten sich der Landwirtschaft. In Niendorf an der Stecknitz findet sich in der 1581 durch Volrad von Scharpenberg († 1598) erbauten St.-Anna-Kirche ein Familienepitaph von 1614/1741.

## Im Emsland
Erich II. von Sachsen-Lauenburg (* 1472; † 20. Oktober 1522) war 1502/1503 Bischof von Hildesheim und 1508 bis 1522 Bischof von Münster. Am 24. Februar 1508 wählte das münstersche Domkapitel Erich II. zum Bischof von Münster. Als Erich nach Münster ging, folgten ihm die Brüder Hans und Ludger von Scharpenberg aus Niendorf a. d. St. Ludger wurde 1510 Drost zu Cloppenburg, Hans wurde Drost des Emslandes. (Die Funktion eines Drosten ist in etwa mit dem Amtmann, Amtshauptmann, Regierungspräsidenten oder Landrat vergleichbar.)
Hans war in erster Ehe mit Heilke von Brae zu Campe vermählt gewesen, wodurch ihm ein Burglehen der Stiftsburg Nienhaus zugefallen war, mit dem er 1524 belehnt wurde und das sich auf seine Nachkommen vererbte. Im Jahre 1529 wird er als Drost zu Delmenhorst bezeichnet, als ihn der Abt des Stiftes Wildeshausen mit einem Burgmannshof in Haselünne und dem dazugehörenden Tyverdings Erbe belehnte. Sein Gut Heede erhielt in der Folgezeit nach der es besitzenden Familie den Namen Scharpenburg, obwohl es in den Lehnbriefen stets nur unter der alten Bezeichnung Rittersitz Heede aufgeführt wird.

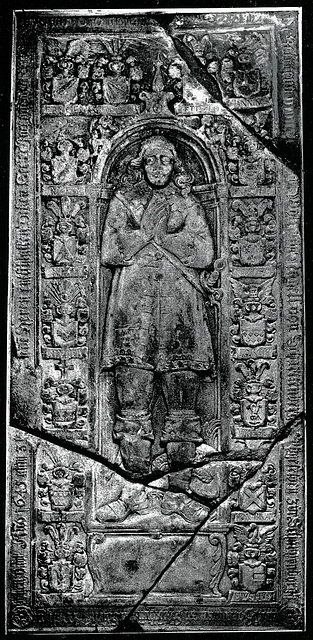
Grabplatte des Wollrath Nagell v. Scharffenberg

Hans von Scharpenberg war 1537 nicht mehr am Leben. Ihm folgte im Besitz sein Sohn Joachim, der in diesem Jahr mit der Scharpenburg und dem Nienhauser Burglehn belehnt wurde. In einer Erbteilung vom 3. Mai 1546 trat er seine Güter an seinen mit Anna von Voß zu Quakenbrück verheirateten Bruder Hans ab, der 1557 als Hauptmann bezeichnet wird. Hans starb im Jahre 1561 während des Osnabrücker Lehntages und wurde beerbt von seinem Sohn Vollhardt. Nach Vollhardts Tode folgte ihm zunächst sein ältester Sohn Hans Vollhardt, der 1602 mit dem Gut belehnt wurde. Er trat jedoch bald darauf die Scharpenburg mit den beiden Burgmannslehen seinem Bruder Engelbert ab, der 1613 damit belehnt wurde. Er behielt für sich die im Münsterland gelegenen Besitzungen und zog auf das alte Stammgut seiner Familie in Niendorf a. d. St. Hier hatte er 1581 die dortige Kapelle so reichlich dotiert, dass sie zur Kirchspielskirche erhoben werden konnte. Sein Sohn, der ebenfalls Hans Vollhardt hieß, ließ in ihr am 23. April 1614 für sich und seine Gattin Katharina von Ascheberg ein noch heute erhaltenes auf Holz gemaltes Epitaph anbringen.
Engelbert vermählte sich mit Tetta von Plettenberg zu Osterwedde. Er hatte sehr unter den Drangsalen des Dreißigjährigen Krieges zu leiden, da das Dorf Heede an der alten linksemsischen Verkehrsstraße von Ostfriesland nach Westfalen gelegen ist, die von allen kriegführenden Parteien gegangen wurde. Bei Engelberts Tod 1653 war dadurch Scharpenburg mit einer Schuldenlast beschwert, die noch seinen Nachfolgern viele Sorgen bereitete.
Engelbert hinterließ 2 Töchter, von denen die ältere Anna Almoed Erbin des Gutes wurde. Sie hatte sich am 2. Dezember 1642 mit dem Obristwachtmeister Hermann Friedrich von Pinninck vermählt, der aus einer holländischen Adelsfamilie stammte. Ihre Nachkommen nahmen den Namen v. Pinninck v. Scharpenburg an.
In den folgenden Jahrhunderten, die durch verschiedene Heiraten, verbunden z. T. auch mit Namenserweiterungen gekennzeichnet waren, wurde das Gut in viele Besitzanteile zersplittert. Die Fideikommisseigenschaft des Gutes wurde am 18. August 1938 gelöscht. Die Größe des Gutes, das seit über 150 Jahren in Kleinpachtungen ausgetan ist, betrug zuletzt 121 ha. Am 13. Juni 1956 verkaufte die Erbengemeinschaft 115 ha des Gutes Scharpenburg an die Hannoversche Landgesellschaft und behielt lediglich eine Fläche von 5,19 ha einschließlich des ehemaligen Burgplatzes mit der uralten Linde, die mit ihrem Stammumfang von 13,5 m und ihrem Stamm, der sich in 4 m Höhe in 16 baumstarke Äste teilt, von alten Zeiten erzählt.
Im Jahr 1973 wurde in der alten Kirche zu Heede die Grabplatte von Wollrath Nagell von Scharpenborg (1616–1645) wiederentdeckt. Sie trägt die Inschrift:
„Anno 1616 ist der wohl Edelgeborene Gestreng undt [...]ft Wollrath Nagell von Scharffenberg, Erbgesessen zur Scharpenborgh undt Borchmann zu Haselünne, auf dieser Welt gebohrn undt Ano 1645 ahm 3. [...] in de Heren entschlaffen, Deszen Seele Gott gnedich sey“
Links und rechts finden wir die Ahnenwappen der Familien. Links (Vaterseite) Scharpenborg, Langen, Vosz, Klae, Kluber, Stafhors(t), Ritzerow, Vrese und rechts (Mutterseite) Plettenberg, Manninga, Nagel, Oldersum, Torck, Vrese, von Brae, Ewshum.

## Fiktive Mitglieder des Adelsgeschlechts Scharpenberg
Im Roman Die Hakima von Kari Köster-Lösche (1994 München) taucht ein Ritter Everard Scharpenberg als Schurke auf. Die Geschichte spielt Anfang des 13. Jahrhunderts unter anderem in Lübeck und Umgebung.
Der Roman Die Herren von Scharpenberg von Erika Petersen (1985 Hamburg) trägt den Namen der Adelsfamilie gleich im Titel. Diese Geschichte spielt Anfang des 16. Jahrhunderts in Holstein, lange Zeit nach der endgültigen Zerstörung der Burg Linau im Jahr 1349. Ein (fiktives) Mitglied der Familie und Hauptfigur des Romans, Sievert von Scharpenberg, spielt darin eine Rolle bei der Schaffung des Bordesholmer Altars durch den Bildhauer Hans Brüggemann. In dem Buch wird auch über die vergangene Raubritterzeit erzählt. Einige der dabei erwähnten Mitglieder der Ritterfamilie Scharpenberg sind anscheinend historisch.